# Calcutta (1947)
Calcutta is een Amerikaanse film noir uit 1947 onder regie van John Farrow.

## Verhaal
Neale Gordon, Pedro Blake en Bill Cunningham zijn vrachtpiloten, die vliegen tussen Calcutta en Tsjoengking. Als Bill wordt vermoord door juwelensmokkelaars, wil Neale zich wreken op de daders. Onder de verdachten bevinden zich de nachtclubzangeres Merina Tanev en Virginia Moore, de knappe verloofde van Bill.

## Rolverdeling
| Acteur         | Personage             |
| -------------- | --------------------- |
| Alan Ladd      | Neale Gordon          |
| Gail Russell   | Virginia Moore        |
| William Bendix | Pedro Blake           |
| June Duprez    | Marina Tanev          |
| Lowell Gilmore | Eric Lasser           |
| Edith King     | Mevrouw Smith         |
| Paul Singh     | Mul Raj Malik         |
| Gavin Muir     | Rechercheur Kendricks |
| John Whitney   | Bill Cunningham       |
| Benson Fong    | Jonge Chinees         |